# Отієва Ірина Адольфівна
Ірина Адольфівна Отієва (нар. 22 листопада 1958 року, Тбілісі) — радянська і російська джазова та естрадна співачка вірменського походження, Заслужена артистка Росії (1997), лауреатка міжнародних конкурсів, виконавиця російського джазу, композиторка, авторка пісень. Її діапазон — три з половиною октави.

## Походження та навчання
Народилася 22 листопада 1958 року в Тбілісі, Грузинська РСР у вірменській родині. Отієв — русифіковане вірменське прізвище Отян або Отіян. Походить з давньої династії вірменських князів Аматуні. Ірина закінчила музичну школу по класу фортепіано.
У 1976 році вступила на естрадне відділення Державного музичного училища імені Гнесіних (клас М. Л. Коробкова), яке закінчила в 1980 році.
У 1989 році закінчила естрадний факультет Державний педагогічний інститут ім. Гнєсіних по класу вокалу Йосипа Кобзона.

## Творча діяльність
З 1976 року виконувала соло в джаз-ансамблі Ігоря Бриля та вчилася в Московській експериментальній студії джазу, по класу джазового вокалу. Через три роки у 1979 році вона стає солісткою джазового оркестру під керівництвом Олега Лундстрема.
У 1988 році артистка брала участь в музичному двобої у програмі «Музичний ринг: Ірина Отієва проти Лариси Доліної».
У 1985 році залишає роботу в джаз-оркестрі під керівництвом Олега Лундстрема і починає роботу в Московській концертній організації і створює групу «Стимул-Бенд», з якою працює досі.
Наприкінці 1980-1990-х брала участь у багатьох великих міжнародних програмах: «Зірки Європи» в Стокгольмі, «Братиславська ліра», «Інтер-Талант» в Празі. Вона гастролювала в Болгарії, Німеччини, Польщі, Кубі, Чехії, Кореї, Словаччини, В'єтнамі, США, Японії, Данії, Швеції та інших країнах.
У 1995 році на Всесвітньому джазовому фестивалі JVC, що проходив у Нью-Йорку в «Лінкольн-центрі» артистка виступала на одній сцені з Реєм Чарльзом та Стіві Вандером.
У 1999 році взяла участь в музичному двобої у програмі «Музичний ринг: Ірина Отієва проти Сосо Павліашвілі».
У вересні 2008 року співачка брала участь в конкурсі «Суперстар 2008. Команда мрії». Шоу проходило на каналі НТВ і представляло собою музичне змагання двох команд — Збірної Росії та Збірної СРСР.

## Перемоги у фестивалях
- 1976 — лауреатка джазового фестивалю в Москві.
- 1982 — перша премія у Всеросійському конкурсі на найкраще виконання радянської пісні.
- 1982 — лауреатка на Берлінському конкурсі «8 шлягерів у студії».
- 1983 — перша премія на VII Всесоюзному конкурсі артистів естради і гран-прі на Міжнародному конкурсі пісні прибалтійських країн (Швеція, Карлсхамн).
- 1986 — лауреатка Міжнародного фестивалю пісні в Сопоті з отриманням спеціального призу за виконавську майстерність[5].
- 1987 — лауреатка телевізійного фестивалю Пісня року з піснею «Картковий будиночок» (Віктора Резнікова.
- 1989 — лауреатка Міжнародного телевізійного конкурсу «Ступінь до Парнасу».
- 1994 — спеціальний приз «За збереження творчої індивідуальності» на заключному фестивалі «Пісня року».

## Громадська діяльність
У 2003 році Ірина Отієва вступила до партії «Яблуко».
У 2006 році Ірина почала викладати вокал у Музичній Академії імені Гнесіних на нововідкритому естрадно-джазовому денному відділенні.

### Нагороди та звання
- 1997: Заслужена артистка Росії
- Орден «За вірність обов'язку»[8]
- Золотий орденський хрест «За самовіддану працю на благо Росії»
- 2001 — орден «Відродження Вітчизни» з поверненням дворянського титулу.
- 2007: Орден Катерини Великої II ступеня
- Медаль «Професіонал Росії»
- Диплом Лауреата Регіонального етапу Всеросійської Премії «Національне Надбання»
- Нагороджений Вищим Орденом громадського визнання «Почесний Громадянин Росії»[9]
- 2007: Орден «В ім'я життя на Землі»
- 2007: Золотий Орден «Служіння мистецтву»
- 2007: Орден «Слава Нації» I ступеня
- У 2011 році[10] :
  - Нагороджена іменною Зіркою про увічнення імен видатних діячів XXI століття, встановленої на Площі Слави Вітчизни" в місті Москві
  - Присвоєно вчене звання «Професор»
  - Присвоєно звання Почесний Академік Міжнародної Академії Культури і Мистецтва

### Родина
- Батько — Адольф Отієв — хірург, онколог
- Мати — Олена Отієва — лікарка
- Старша сестра — Наталія, лікарка
- Донька Злата Олексіївна Отієва (нар. 19 березня 1996[11])

## Творчість

### Дискографія
- 1984 — Поёт Ирина Отиева (міньйон — Мелодія)
- 1984 — Музыка — любовь моя (LP — Мелодія)
- 1985 — Ирина Отиева с оркестром Олега Лундстрема (LP — Мелодія)
- 1985 — Звезди съветски естради (LP-збірник, Балкантон — Болгарія)
- 1987 — Рок-н-ролл (LP-міньйон — Мелодія)
- 1988 — Ностальгия по себе (LP — Мелодія)
- 1993 — Не плачь, бэби (LP — Мелодія)
- 1994 — Что ты думаешь об этом? (CD, MC — Sintez Records)
- 1996 — 20 лет в любви (CD, MC — Союз)
- 1996 — Старые песни о главном. Частина 1 (Sintez Records)
- 1997 — Свадьба, свадьба! (ZeKo Records)
- 2001 — Ангелочек мой (CD, Країна мрій)

### Фільмографія
1. 1980 — Вам і не снилося… — вокал (немає в титрах)
  1. Пісня «Остання поема» (ВІА «33 1/3», дует з Вірою Соколовою),
2. 1980 — Снігове весілля — вокал
3. 1981 — Капелюх — вокал Галки (роль Тамари Акулової)
  1. Пісня «Блюз Каприз»
4. 1982 — Чародії — вокал Олени Саніної
  1. Пісні «Загадка жінки», «Відьма-річка» і «Кажуть, а ти не вір»
5. 1984 — ТАРС уповноважений заявити... — закадровий вокал (немає в титрах)
  1. Пісня «Історія про нас» на англ. мовою (композитор Едуард Артем'єв); 3-тя серія, сцена в барі)
6. 1989 — Руанська діва на прізвисько Пампушка — вокал Елізабет Руссе — «Пампушки» (роль Наталії Лапіної)
  1. Пісні «Ура, ми переможені! Ласкаво просимо в наше місто, переможці…», «Продажної любові вночі спати не дано…», «чи Багато треба їй?» (Поруч зі мною в шинку зубожілому…) і «Багато треба їй?» (Час іде, а в глухому селі…)
7. 1991 — Жага пристрасті — співачка в ресторані
  1. Пісня «Істина»
8. 1993 — Помста блазня — співачка
9. 1995 — Старі пісні про головне 1 — продавчиня сільпо
10. 1998 — Розв'язка «Петербурзьких таємниць» — вокал
  1. Романс «Оплавляються свічки»